# 歳時記
歳時記（さいじき）は、四季の事物や年中行事などをまとめた書物のことである。江戸時代以降の日本では、主として俳諧・俳句の季語を集めて分類し、季語ごとに解説と例句を加えた書物のことを指すようになった。「歳事記」とも書く。

## 概要
歳時記とは本来四季に応じた事物や行事などを列記したものを指す中国古来の用語である。日本の歳時記としては、貝原好古、貝原益軒による1688年（貞享5年）の『日本歳時記』（京都日新堂刊）が始まりとされる。『日本歳時記』では、季節ごとの風俗や行事、動植物について、江戸初期の行事や暮らしに関する挿絵を随所にはさみ説明されている。また、江戸後期の文化3年（1806年）に出版された速水恒章による『諸国図会年中行事大成』は、江戸で暮らす人々の年中行事を挿絵表現を中心に描いている。

## 俳諧の歳時記
俳諧における歳時記について、初期のものは季寄と呼ばれるが、季寄と歳時記の区別は明確ではない。
季語を収集した季寄や四季別の類題集句集は連歌のころから存在しており、季題を集めて四季に分類しようとする試みは、『はなひ草』『毛吹草』『俳諧初学抄』といった式目作法書に見られる。北村季吟の『山の井』（1647年）は、季題を説明した後、例句を添える形式を持ち、歳時記の先鞭をつけた。ただし、季題の説明文は雅文体であり、実用を意図したものではない。同じく季吟の『増山の井』は従来の季寄せの集大成であり、『公事根源』『年中行事歌合』『世諺問答』『江家次第』などを参照して、季題本来の意味を明らかにしようとしたものである。1713年序『滑稽雑談』は季題を詳細に考証し、その姿勢は後世の歳時記作者に影響を与えた。
俳諧関連書で「歳時記」の名を最初に使ったのは曲亭馬琴の『俳諧歳時記』（1803年）で、明治になっても増補版が翻刻されていた。
近代に入ると、考証よりも実作者向けの実用性を重視する姿勢が強くなり、近世以前のスタイルと異なる歳時記が生まれた。1872年12月より日本に太陽暦が導入され、歳時記の内容に大きな混乱をもたらした。1874年の『俳諧貝合』（香夢）が陽暦による最初の歳時記であり、同年序の『ねぶりのひま』（四睡庵壺公編）では四季とは別に新年の部を立て、立春を2月において陰暦から1か月遅れで調整しており、現在の歳時記の多くがこの方法を引き継いでいる。その後改造社の『俳諧歳時記』（1933年、全5巻）が出て近代の歳時記の体裁が整えられた。
沖縄県では季節感や動植物、方言などの多様性から、2017年には沖縄県現代俳句協会編『沖縄歳時記』（文学の森）が刊行されている。

### 俳句（著作物）の引用
一般的な歳時記では不特定多数の俳人の俳句を収録するが、これらの作品について各著作権者からの許諾を必要としないことが慣行となっている。その理由は、対象となる著作権者の人数が多いことから、許諾を受ける手続きが煩瑣であることや、仮に著作権使用料を分配するとしても1人あたりに支払う使用料は少なくなり更に送金手数料の総額がそれを上回る可能性があること、また、歳時記に自己の作品が収録されることを名誉と感じる者が多いこと、などが考えられるとされている。
一方で、特定の1人あるいは数人の作品だけを収録する歳時記は、アンソロジーと同類のものとして、収録される作品の著作権者の許諾を受けなければならないとされる。

## 外国語の歳時記
海外では中国で『荊楚歳時記』のように年中行事を記載した書物として歳時記が使われてきたが、日本発の俳句が海外でも作られるようになり、俳句用の歳時記が外国語でも作られるようになった。例えば、
- The Five Hundred Essential Japanese Season Words (英語)
- World Kigo Database (英語)
- LE SAIJIKI par Seegan Mabesoone (フランス語)
- 黄霊芝著『台湾俳句歳時記』（言叢社） (日本語・中国語)